# There Ain't No Justice
Pour plus de détails, voir Fiche technique et Distribution.
There Ain't No Justice est un film britannique réalisé par Pen Tennyson (en), sorti en 1939.

## Synopsis
Un jeune boxeur voit sa carrière tomber entre les mains d'un gérant retors et peu scrupuleux.

## Fiche technique
- Titre : There Ain't No Justice
- Réalisateur : Pen Tennyson (en)
- Scénario : James Curtis d'après son roman Y’a pas de justice (There Ain't No Justice (en)), Sergei Nolbandov, Pen Tennyson
- Musique : Ernest Irving
- Directeur de la photographie : Mutz Greenbaum
- Producteurs : Michael Balcon, Sergei Nolbandov
- Société de production : CAPAD, Ealing Studios
- Durée : 83 minutes
- Film en noir et blanc
- Genre : Drame
- Date de sortie :
  -  Royaume-Uni 17 juin 1939

## Distribution
- Jimmy Hanley : Tommy Mutch
- Edward Rigby : Pa Mutch
- Mary Clare : Ma Mutch
- Edward Chapman : Sammy Sanders
- Phyllis Stanley : Elsie Mutch
- Jill Furse : Connie Fletcher
- Nan Hopkins : Dot Ducrow
- Michael Wilding : Len Charteris
- Gus McNaughton : Alfie Norton
- Sue Gawthorne : Mrs. Frost
- Richard Norris : Stan
- Michael Hogarth : Frank Fox
- Richard Ainley : Billy Frist
- Al Millen : Perce